# 福井覚治
福井 覚治（ふくい かくじ、1891年5月11日 - 1930年4月13日）は、日本のゴルフ選手。日本初のプロゴルファーである。
兵庫県出身で、生家が日本で2番目のゴルフ場である「横屋ゴルフ・アソシエーション」の管理に携わったことからゴルフに出会い、1920年にプロとなる。38歳で早世したが、日本でゴルフを職業とした先駆者で、のちに続くプロゴルファーたちを育て功績を残した。日本プロゴルフ殿堂で表彰されている。

## 生涯

### ゴルフとの出会い

#### 生い立ち
兵庫県武庫郡で農業を営む福井藤太郎の二男として生まれる。幼名は覚次郎。福井家は庄屋を務める家で、本庄村青木（東灘区青木付近）で生まれた。
のちに魚崎村横屋に「横屋ゴルフ・アソシエーション」（横屋コース）が開設される際、その北西隅に福井家が位置していたという記録がある。横屋と青木は天上川を挟んで近接関係にある。
1904年（明治37年）に神戸ゴルフ倶楽部の会員であったウィリアム・ジョン・ロビンソンは、魚崎村横屋の外国人居留民名義の土地を無償で借りてゴルフコースを建設することとし、横屋ゴルフ・アソシエーションを設立した。神戸ゴルフ倶楽部に続く日本で2番目に古いゴルフ場にあたる。近所に住む福井藤太郎はコースの工事を依頼された。当時12歳の福井覚治は、ゴルフ場を造成する父を手伝いゴルフと出会う。福井家はゴルフ場の運営と管理を委託され、家はクラブハウスとして使用され、食事の提供やキャディーの手配なども行った。福井覚治もキャディーに従事したが、やがてロビンソンの専属となりゴルフを覚えた。

#### ゴルフ草創期の少年キャディーたち

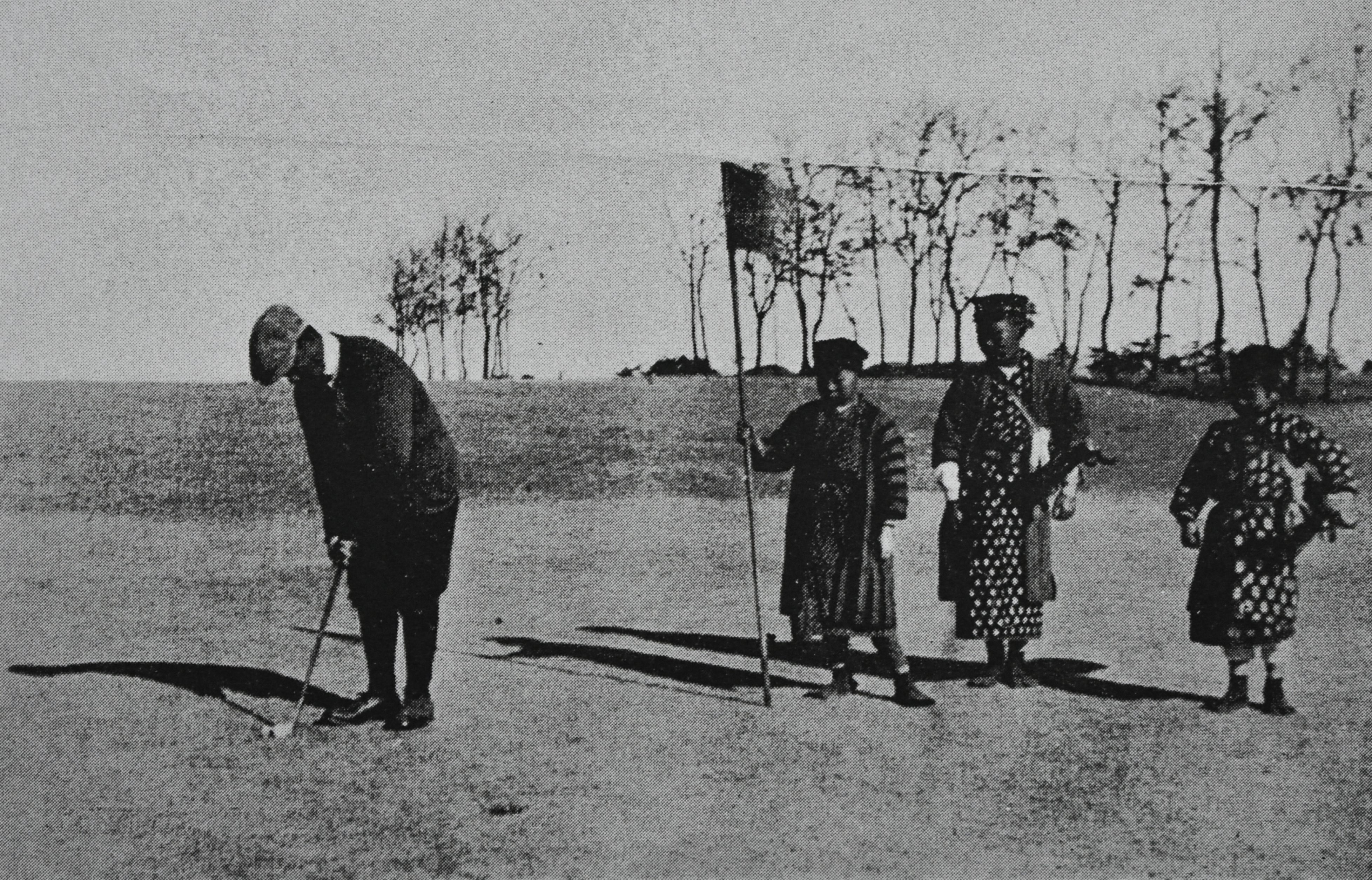
（参考画像）日本のゴルフ草創期には少年がキャディーを務めた。写真は大正時代の東京ゴルフ倶楽部駒沢コースのプレイ風景。

当時、ゴルフ場で働くキャディーには、近隣の村の少年が募集され、休日に仕事に就いていた。神戸ゴルフ倶楽部では、最初期には六甲北麓の唐櫃村（神戸市北区有野町唐櫃付近）の子供が中心であったが、やがて六甲南麓の青木、住吉、篠原などの村の子供が中心となった。
キャディーの仕事は倶楽部メンバーの荷物を担ぐことから始まるが、経験が長くなって年嵩になると年少のキャディーたちを統率するとともに、道具修理、レッスン、接待など、メンバーの身の回りの世話や「雑事」も行う。やがてメンバーのスタート順にバッグを準備するなど「キャディーマスター」の役割を務める。
ゴルフは「アマチュア」である倶楽部会員が運営して発展した歴史を持つ。会員は少年キャディーに道具を与え、ゴルフを教えて、競技者として育てた。神戸ゴルフ倶楽部はゴルフを習得した少年キャディーたちによる大会も開かれ、少年キャディーの中から覚治に続く最初期の日本のプロゴルファー越道政吉、宮本留吉、中上数一などが生まれる。越道政吉は同郷の青木出身で、覚治の2 - 3歳下の幼なじみであり、覚治の「助手」（「弟子」とも表現される）として行動をともにする。

### ゴルフを仕事にする

#### レッスンとクラブ修理
横屋ゴルフアソシエーションの会員は当初外国人のみであったが、1912年（明治45年）頃に安部成嘉（横浜正金銀行神戸支店長）が最初の日本人会員として入会した。初めて日本人ゴルファーを見た覚治は安部との対戦を望み、勝利した。安部は覚治にゴルフを教えてほしいと頼み、覚治はレッスンを始めた。
土地を石油会社が買収して所有者が変わり無償使用ができなくなったことから、1914年（大正
年）に横屋のゴルフコースは閉鎖され、代わって武庫郡鳴尾村の鳴尾競馬場跡にゴルフコースが造られて鳴尾ゴルフ・アソシエーションが設立された。ロビンソンと安部がコースを設計したが、覚治もコース選びや設計に意見を求められ、現場監督を務めたとも伝わる。ロビンソンは鳴尾に覚治を呼び寄せるとともに、ゴルフの指導やクラブの修理を行うよう勧め、覚治はゴルフに生涯を捧げる決心をした。鳴尾ゴルフ倶楽部は日本人の会員も増えて30人ほどとなり、覚治がゴルフで生計を立てることに自信が持てる状況になった。
横屋のゴルフコース跡の所有者となった石油会社は土地を利用せず放置していた。このため覚治はコース跡の維持を続け、横屋は事実上覚治のプライベートコースのようになって、ゴルファーたちは従来通りゴルフを行った。覚治は生家近くの現在の青木二丁目にゴルフの室内練習場を設け、ゴルフクラブを修理・制作する工房を設けた。工房と練習場に越道政吉が「助手」ないしは「弟子」として従っている。

#### 最初のプロゴルファー
鳴尾のゴルフコースでも土地の使用ができなくなる問題が生じ、閉鎖された。ゴルファーらは新たな倶楽部づくりに奔走した。
1920年（大正9年）9月、南郷三郎（のち日本綿花社長）らによって明石市垂水に舞子カンツリー倶楽部（現在の垂水ゴルフ倶楽部の前身にあたる）が設立された。福井はコース設計にあたるとともに、プロゴルファー兼キャディーマスターとなった。これをもって覚治は「日本初のプロゴルファー」となったとされる。

#### 最初期のプロゴルファーたち
1920年代、ゴルフ場の開設とともに、プロゴルファーの認定が進んでいく。1922年（大正11年）には、南郷三郎らが土地所有者に働きかけて横屋コースを再建して「甲南ゴルフ倶楽部」を設立、越道がプロとして迎えられた。越道が日本で2人目のプロゴルファーとされている。3人目のプロは中上とされるが、当時の資料には不足している部分も多く、プロ黎明期のプロゴルファーが「プロになった時期」を確定できないことも珍しくない。
当時は、ゴルフの技術に優れているとともに、ゴルフ倶楽部にとって「コース運営に必要な人材」がプロとして認定される、という性格が強かった。当時の「プロゴルファー」はプレーよりもクラブの修理やアマチュアゴルファーの指導などが主な仕事であり、覚治も全国各地を巡り、アマチュアゴルファーへのレッスンを行った。
覚治はコース管理やゴルフクラブの修理などができ、そのもとには多くの少年キャディーやプロゴルファーを目指す若者が訪れた。覚治は「多くのプロゴルファーを育てた」とされるが、その代表として言及されるのが宮本留吉である。宮本は覚治の10歳年下で、クラブ修理やキャディー管理を学ぶために覚治のもとを訪れた。「弟子入り」していた期間は半年ほどであったが、2人の交友は深く、また長く続いた。
1926年、後述の第1回日本プロゴルフ選手権大会時点で、日本には7人のプロゴルフ選手がいた。関西には福井覚治（舞子）、越道政吉（甲南）、中上数一、宮本留吉（茨木）、村上伝二（鳴尾）がおり、関東には安田幸吉（東京）、関一雄（根岸）がいた。

#### 先駆者の軌跡
覚治の事績には、ゴルフ雑誌発行への関与や、ゴルフコースの設計も挙げられる。1922年、伊藤長蔵が発行していたゴルフ雑誌『阪神ゴルフ』を引き継ぎ、福井覚次郎名義で全国雑誌『GOLFDOM（ゴルフドム）』を創刊している（福井が発行人を務めたのは1923年まで）。『GOLFDOM』は日本初の本格的なゴルフ雑誌とされる。コース設計では、上述の舞子コースのほか、宝塚ゴルフ倶楽部（1926年開設）や、別府ゴルフ倶楽部（1930年開設、伊藤長蔵と共同設計）などにもかかわっている。
1926年7月、茨木カンツリー倶楽部で6人のプロゴルファー（朝鮮の京城に渡っていた中上数一が参加していない）が集まり、第1回日本プロゴルフ選手権大会（当時の名称は「全国プロフェッショナル・ゴルファーズ優勝大会」）が開催された。この大会で覚治は記念すべき第一打を放ったが、試合はプレーオフにもつれ込み、宮本留吉が初代優勝者となった。覚治は「弟子のようなもの」である宮本の優勝を大いに喜び、祝勝会は覚治の家で行われたという。同年11月、同じく茨木で開催された第1回関西オープンでは、2位の中上を8打離して覚治が優勝を飾った。
その後はほとんど競技会には出場せず、レッスンに専念した。
1930年、肺を患い早世。

## 家族・親族
息子の福井康雄・福井正一もプロゴルファーとなった。康雄はゴルフレッスンの第一人者とも評された人物であり、倉本昌弘を指導したことが特記される。正一は1970年代にゴルフ解説者としても活躍した。
甥（姉の子）の村木章も覚治に鍛えらえれてプロゴルファーとなり、1930年の日本プロゴルフ選手権で初優勝した。村木章の妻は覚治の長女（いとこ婚）である。